# 日向坂ミュージックパレード
『日向坂ミュージックパレード』（ひなたざかミュージックパレード）は、2024年5月1日（4月30日深夜）から2025年2月21日（20日深夜）日本テレビで放送されていた日向坂46のバラエティ番組である。略称は「ひなパレ」。

## 概要
日向坂46の4期生によるテレビ初単独冠番組。歌が好きな女の子たちが集まり、「超・限定的カラオケランキング」のみ扱うカラオケルームを舞台に、さまざまな角度で音楽を楽しむ“音楽×バラエティー”番組。
放送終了後、HuluとTVerで配信。
番組公式のXアカウントは、かつて日本テレビでレギュラー放送されていた日向坂46の冠番組である『HINABINGO!』のアカウントを当番組が引き継いでいる。
2024年7月2日放送分より日本テレビでの放送枠が毎週月曜25時29分〜25時59分に変更されることを発表した。同年8月13日放送分にて10月5日、6日の2日間にわたって『日向坂ミュージックパレードLIVE』が有明アリーナで開催されることが発表された。同年10月4日放送分より日本テレビでの放送枠が毎週木曜24時59分〜25時29分に変更されることを発表した。
2025年1月7日、日向坂46の公式サイトにて2月22日・23日の2日間にわたって『日向坂ミュージックパレードLIVE -2025-』が武蔵野の森総合スポーツプラザ メインアリーナで開催されることが発表された。同年4月25日、5月9日（8日深夜）に日向坂46公式サイトにて、『新・日向坂ミュージックパレード』が放送されることが発表された。

## 出演者
MC
- 3時のヒロイン（福田麻貴[注 1]、ゆめっち、かなで）

レギュラー
- 日向坂46
  - 4期生：石塚瑶季、小西夏菜実、清水理央、正源司陽子、竹内希来里、平尾帆夏、平岡海月、藤嶌果歩、宮地すみれ、山下葉留花、渡辺莉奈

ゲスト
主に音ネタ、リズムゲームパートの進行を担当する。
- AMEMIYA 第1回 - 第7回
- なんぶ（構成作家スタッフ） 第3回 - 第4回、第12回・第19回・第23回 - 第24回
- 荒川（エルフ） 第4回 VTRのみ出演
- テツandトモ 第5回 - 第6回
- ジョイマン 第7回 - 第9回
- レイザーラモンRG 第10回 - 第11回
- はなわ 第13回 - 第14回
- レギュラー 第17回 - 第18回
- ゆってぃ  第21回 - 第22回
- 波田陽区 第25回・第27回
- ですよ。 第29回 - 第30回
- クールポコ。 第33回・第35回
- コウメ太夫 第37回 - 第38回

## 放送日程
| 回 | 放送日         | 放送内容                                           | 曲                                                               | 歌唱                                                             | 出典・備考      |
| -- | -------------- | -------------------------------------------------- | ---------------------------------------------------------------- | ---------------------------------------------------------------- | --------------- |
| 1  | 2024年 5月1日  | SNS人気楽曲ランキング&AMEMIYAと自己紹介ソング      | 有華「Baby you」                                                 | 石塚瑶季、正源司陽子、竹内希来里、渡辺莉奈                       | [ 9 ]           |
| 1  | 2024年 5月1日  | SNS人気楽曲ランキング&AMEMIYAと自己紹介ソング      | Conton Candy「ファジーネーブル」                                 | 藤嶌果歩                                                         | [ 9 ]           |
| 2  | 5月8日         | カラオケで歌いたいアニソンランキング               | いきものがかり「ブルーバード」                                   | 小西夏菜実、清水理央、宮地すみれ                                 | [ 10 ]          |
| 2  | 5月8日         | カラオケで歌いたいアニソンランキング               | キタニタツヤ「青のすみか」                                       | 正源司陽子                                                       | [ 10 ]          |
| 3  | 5月15日        | 福田麻貴が選ぶ!平成ハロプロ曲ランキング!           | 松浦亜弥「♡桃色片想い♡」                                         | 平尾帆夏、山下葉留花                                             | [ 11 ]          |
| 3  | 5月15日        | 福田麻貴が選ぶ!平成ハロプロ曲ランキング!           | ℃-ute「Danceでバコーン!」                                        | 石塚瑶季、小西夏菜実、清水理央、平岡海月、藤嶌果歩               | [ 11 ]          |
| 4  | 5月22日        | エルフ荒川が選ぶブチアゲソングランキング           | DREAMS COME TRUE「大阪LOVER」                                    | 小西夏菜実、正源司陽子                                           | [ 12 ]          |
| 4  | 5月22日        | エルフ荒川が選ぶブチアゲソングランキング           | 緑黄色社会「Mela!」                                              | 平尾帆夏、平岡海月、宮地すみれ                                   | [ 12 ]          |
| 5  | 5月28日        | 「踊ってみた」ランキング&テツトモ                  | まふまふ「女の子になりたい」                                     | 石塚瑶季、藤嶌果歩                                               | [ 13 ]          |
| 5  | 5月28日        | 「踊ってみた」ランキング&テツトモ                  | 原口沙輔「人マニア」                                             | 小西夏菜実、正源司陽子、宮地すみれ                               | [ 13 ]          |
| 6  | 6月5日         | イマドキ女子高生が選ぶ「歌詞が刺さる曲」ランキング | Uru「remember」                                                  | 藤嶌果歩、山下葉留花                                             | [ 14 ]          |
| 6  | 6月5日         | イマドキ女子高生が選ぶ「歌詞が刺さる曲」ランキング | りりあ。「君の隣で。」                                           | 清水理央                                                         | [ 14 ]          |
| 7  | 6月12日        | 歌うと仲が深まる!令和のコラボ曲ランキング          | 幾田りら feat. ano「青春謳歌」                                   | 石塚瑶季、渡辺莉奈                                               | [ 15 ]          |
| 7  | 6月12日        | 歌うと仲が深まる!令和のコラボ曲ランキング          | Mrs. GREEN APPLE「ブルーアンビエンス（feat. asmi）」             | 正源司陽子、藤嶌果歩                                             | [ 15 ]          |
| 8  | 6月19日        | LINEプロフィールBGMランキング                      | Vaundy「タイムパラドックス」                                     | 清水理央、竹内希来里、平尾帆夏、渡辺莉奈                         | [ 16 ]          |
| 8  | 6月19日        | LINEプロフィールBGMランキング                      | Omoinotake「幾億光年」                                           | 小西夏菜実                                                       | [ 16 ]          |
| 9  | 6月26日        | 小学生に刺さった友情ソングランキング               | ケツメイシ「友よ 〜 この先もずっと…」                            | 平尾帆夏、平岡海月、山下葉留花                                   | [ 17 ]          |
| 9  | 6月26日        | 小学生に刺さった友情ソングランキング               | SG「僕らまた」                                                   | 竹内希来里、宮地すみれ                                           | [ 17 ]          |
| 10 | 7月2日         | SNSで大バズり!セリフ楽曲ランキング                 | P丸様。「ときめきブローカー」                                    | 正源司陽子、平尾帆夏                                             | [ 18 ]          |
| 10 | 7月2日         | SNSで大バズり!セリフ楽曲ランキング                 | あたらよ「10月無口な君を忘れる」                                 | 平岡海月                                                         | [ 18 ]          |
| 11 | 7月9日         | 海外で人気のJ-POPランキング                        | Creepy Nuts「Bling-Bang-Bang-Born」                              | 正源司陽子、竹内希来里、渡辺莉奈                                 | [ 19 ]          |
| 11 | 7月9日         | 海外で人気のJ-POPランキング                        | 藤井風「満ちてゆく」                                             | 小西夏菜実、藤嶌果歩                                             | [ 19 ]          |
| 12 | 7月16日        | 「歌ってみた」ランキング                           | MAISONdes「トウキョウ・シャンディ・ランデヴ feat. 花譜, ツミキ」 | 石塚瑶季、清水理央、藤嶌果歩、山下葉留花                         | [ 20 ]          |
| 12 | 7月16日        | 「歌ってみた」ランキング                           | Kanaria「酔いどれ知らず」                                        | 小西夏菜実、宮地すみれ                                           | [ 20 ]          |
| 13 | 7月23日        | アーティスト原石が選ぶガールズバンド曲             | 乃紫「全方向美少女」                                             | 山下葉留花、渡辺莉奈                                             | [ 21 ]          |
| 13 | 7月23日        | アーティスト原石が選ぶガールズバンド曲             | imase「NIGHT DANCER」                                            | 小西夏菜実、清水理央、平岡海月                                   | [ 21 ]          |
| 14 | 7月30日        | 「外国人に聞いたcoolな日本の曲」ランキング         | SHISHAMO「僕に彼女ができたんだ」                                 | 清水理央、竹内希来里、平岡海月                                   | [ 22 ]          |
| 14 | 7月30日        | 「外国人に聞いたcoolな日本の曲」ランキング         | Hump Back「拝啓、少年よ」                                        | 石塚瑶季、正源司陽子                                             | [ 22 ]          |
| 15 | 8月6日         | 20代女子の夏フェス鉄板曲                           | sumika「Lovers」                                                 | 宮地すみれ、渡辺莉奈                                             | [ 23 ]          |
| 15 | 8月6日         | 20代女子の夏フェス鉄板曲                           | マカロニえんぴつ「夏恋センセイション」                           | 平尾帆夏、山下葉留花                                             | [ 23 ]          |
| 16 | 8月13日        | 絶対盛り上がるアニソンランキング                   | オーイシマサヨシ「オトモダチフィルム」                           | 石塚瑶季、平尾帆夏、宮地すみれ                                   | [ 24 ]          |
| 16 | 8月13日        | 絶対盛り上がるアニソンランキング                   | fhána「愛のシュプリーム!」                                       | 竹内希来里、藤嶌果歩                                             | [ 24 ]          |
| 17 | 8月20日        | アオハル花火ソングランキング                       | JITTERIN'JINN「夏祭り」                                          | 石塚瑶季、竹内希来里、平尾帆夏、宮地すみれ、山下葉留花、渡辺莉奈 | [ 25 ]          |
| 17 | 8月20日        | アオハル花火ソングランキング                       | DAOKO×米津玄師「打上花火」                                       | 清水理央、藤嶌果歩                                               | [ 25 ]          |
| 18 | 8月27日        | 好きな人に歌いたい曲ランキング                     | Saucy Dog「シンデレラボーイ」                                    | 正源司陽子、平岡海月                                             | [ 26 ]          |
| 18 | 8月27日        | 好きな人に歌いたい曲ランキング                     | 花澤香菜「恋愛サーキュレーション」                               | 石塚瑶季                                                         | [ 26 ]          |
| 19 | 9月3日         | 男子高校生が女子に歌ってほしい曲SP                 | 幾田りら「ハミング」                                             | 小西夏菜実、藤嶌果歩、渡辺莉奈                                   | [ 27 ]          |
| 19 | 9月3日         | 男子高校生が女子に歌ってほしい曲SP                 | 乃紫「初恋キラー」                                               | 竹内希来里、平岡海月                                             | [ 27 ]          |
| 20 | 9月10日        | 2024年上半期・最も歌詞検索された曲                 | SPYAIR「オレンジ」                                               | 正源司陽子、宮地すみれ                                           | [ 28 ]          |
| 20 | 9月10日        | 2024年上半期・最も歌詞検索された曲                 | HY「366日」                                                      | 山下葉留花                                                       | [ 28 ]          |
| 21 | 9月17日        | U-23今まさにブレイクしたてシンガーランキング       | 冨岡愛「グッバイバイ」                                           | 竹内希来里                                                       | [ 29 ]          |
| 21 | 9月17日        | U-23今まさにブレイクしたてシンガーランキング       | とた「紡ぐ」                                                     | 平岡海月、渡辺莉奈                                               | [ 29 ]          |
| 22 | 9月24日        | 今20代が落ち込んだ時に聴きたい曲ランキング         | ヨルシカ「ヒッチコック」                                         | 渡辺莉奈                                                         | [ 30 ]          |
| 22 | 9月24日        | 今20代が落ち込んだ時に聴きたい曲ランキング         | こっちのけんと「はいよろこんで」                                 | 小西夏菜実、竹内希来里、宮地すみれ                               | [ 30 ]          |
| 23 | 10月4日        | ラブライブ特集！大ファン平尾帆夏が熱烈プレゼン     | μ's「僕たちはひとつの光」                                        | 清水理央、正源司陽子、山下葉留花                                 | [ 31 ]          |
| 23 | 10月4日        | ラブライブ特集！大ファン平尾帆夏が熱烈プレゼン     | μ's「Snow halation」                                             | 平尾帆夏                                                         | [ 31 ]          |
| 24 | 10月11日       | 思わずクスッとしちゃう曲ランキング                 | コレサワ「にゃんにゃんにゃん」                                   | 石塚瑶季、藤嶌果歩                                               | [ 32 ]          |
| 24 | 10月11日       | 思わずクスッとしちゃう曲ランキング                 | シカ部「シカ色デイズ」                                           | 清水理央、正源司陽子、平尾帆夏、山下葉留花                       | [ 32 ]          |
| 25 | 10月25日       | 両想いソングランキング&波田陽区とギター侍          | Nissy「トリコ」                                                  | 清水理央、宮地すみれ                                             | [ 33 ]          |
| 25 | 10月25日       | 両想いソングランキング&波田陽区とギター侍          | Official髭男dism「115万キロのフィルム」                          | 平尾帆夏、平岡海月、渡辺莉奈                                     | [ 33 ]          |
| 26 | 11月1日        | 令和版ハロウィーンで歌いたい歌SP                   | HoneyWorks「メイド☆至上主義 (feat. かぴ, Hanon ＆ Kotoha)」      | 小西夏菜実、清水理央                                             | [ 34 ]          |
| 26 | 11月1日        | 令和版ハロウィーンで歌いたい歌SP                   | Junky feat.鏡音リン「Happy Halloween」                           | 石塚瑶季、正源司陽子、竹内希来里、平岡海月、藤嶌果歩、渡辺莉奈   | [ 34 ]          |
| 27 | 11月15日       | 女子が歌うとかっこいい邦ロック                     | マカロニえんぴつ「ボーイズ・ミーツ・ワールド」                   | 石塚瑶季、小西夏菜実                                             | [ 35 ]          |
| 27 | 11月15日       | 女子が歌うとかっこいい邦ロック                     | アカシック「8ミリフィルム」                                      | 清水理央                                                         | [ 35 ]          |
| 28 | 11月22日       | クセになる！？ゲームっぽい音曲ランキング           | EasyPop「ハッピーシンセサイザ」                                  | 宮地すみれ                                                       | [ 36 ]          |
| 28 | 11月22日       | クセになる！？ゲームっぽい音曲ランキング           | みきとP「いーあるふぁんくらぶ」                                  | 正源司陽子、平尾帆夏                                             | [ 36 ]          |
| 29 | 11月29日       | 筋トレ中に聴きたい曲ランキング＆ですよ。登場       | 玉置浩二「田園」                                                 | 小西夏菜実、平尾帆夏、平岡海月、山下葉留花                       | [ 37 ]          |
| 29 | 11月29日       | 筋トレ中に聴きたい曲ランキング＆ですよ。登場       | FUNKY MONKEY BΛBY'S「ちっぽけな勇気」                            | 石塚瑶季、清水理央、竹内希来里                                   | [ 37 ]          |
| 30 | 12月6日        | ゆめっちプレゼンツ「失恋ソング」ランキング         | Aimer「カタオモイ」                                              | 石塚瑶季、藤嶌果歩、宮地すみれ                                   | [ 38 ]          |
| 30 | 12月6日        | ゆめっちプレゼンツ「失恋ソング」ランキング         | HY「NAO」                                                        | 山下葉留花、ゆめっち                                             | [ 38 ]          |
| 31 | 12月13日       | 20代OLの忘年会で歌ってスッキリソング               | なとり「絶対零度」                                               | 正源司陽子、藤嶌果歩                                             | [ 39 ]          |
| 31 | 12月13日       | 20代OLの忘年会で歌ってスッキリソング               | 冨岡愛「恋する惑星「アナタ」」                                   | 小西夏菜実                                                       | [ 39 ]          |
| 32 | 12月20日       | 新旧クリスマスソングSP!                            | 「ジングルベル」                                                 | メンバー全員                                                     | [ 40 ]          |
| 32 | 12月20日       | 新旧クリスマスソングSP!                            | 「あわてん坊のサンタクロース」                                   | メンバー全員、3時のヒロイン                                      | [ 40 ]          |
| 32 | 12月20日       | 新旧クリスマスソングSP!                            | 松任谷由実「恋人がサンタクロース」                               | 石塚瑶季、竹内希来里、平岡海月、宮地すみれ、山下葉留花           | [ 40 ]          |
| 32 | 12月20日       | 新旧クリスマスソングSP!                            | コレサワ「お願いサンタクロース」                                 | 藤嶌果歩                                                         | [ 40 ]          |
| 32 | 12月20日       | 新旧クリスマスソングSP!                            | SEKAI NO OWARI「silent」                                         | 小西夏菜実、清水理央、正源司陽子、平尾帆夏                       | [ 40 ]          |
| 33 | 12月27日       | 大人にも刺さる令和の青春ソングSP                   | 結束バンド「青春コンプレックス」                                 | 正源司陽子、宮地すみれ                                           | [ 41 ]          |
| 33 | 12月27日       | 大人にも刺さる令和の青春ソングSP                   | Mrs. GREEN APPLE「ライラック」                                   | 石塚瑶季、清水理央、平尾帆夏、山下葉留花                         | [ 41 ]          |
| 34 | 2025年 1月10日 | ひなパレLIVE名場面&舞台裏大公開SP                  | ひなパレLIVE名場面&舞台裏大公開SP                                | ひなパレLIVE名場面&舞台裏大公開SP                                | [ 42 ] [ 注 3 ] |
| 35 | 1月17日        | 20歳を迎える人に贈りたい曲SP                       | RADWIMPS「君と羊と青」                                           | 石塚瑶季、清水理央、小西夏菜実                                   | [ 43 ]          |
| 35 | 1月17日        | 20歳を迎える人に贈りたい曲SP                       | YOASOBI「祝福」                                                  | 平岡海月、平尾帆夏、山下葉留花                                   | [ 43 ]          |
| 36 | 1月24日        | 小学生ギャルモデルが心に刺さった曲SP               | 夜のひと笑い「ミライチズ」                                       | 平岡海月、藤嶌果歩                                               | [ 44 ]          |
| 36 | 1月24日        | 小学生ギャルモデルが心に刺さった曲SP               | Juliet「ナツラブ」                                               | 小西夏菜実、正源司陽子、竹内希来里、宮地すみれ                   | [ 44 ]          |
| 37 | 1月31日        | 10代が冬に聴きたい曲SP                             | 鈴木鈴木「ホワイトキス」                                         | 平岡海月、渡辺莉奈                                               | [ 45 ]          |
| 37 | 1月31日        | 10代が冬に聴きたい曲SP                             | Official髭男dism「Subtitle」                                     | 藤嶌果歩                                                         | [ 45 ]          |
| 38 | 2月7日         | 最年少･渡辺誕生年2009年「着うたフル」SP            | Hilcrhyme「春夏秋冬」                                            | 清水理央、平尾帆夏、宮地すみれ、渡辺莉奈                         | [ 46 ]          |
| 38 | 2月7日         | 最年少･渡辺誕生年2009年「着うたフル」SP            | JUJU「明日がくるなら」                                           | 小西夏菜実、正源司陽子                                           | [ 46 ]          |
| 39 | 2月14日        | バレンタインで好きな人に歌いたい曲                 | 井上苑子「だいすき。」                                           | 石塚瑶季、竹内希来里、山下葉留花                                 | [ 47 ]          |
| 39 | 2月14日        | バレンタインで好きな人に歌いたい曲                 | 国生さゆり「バレンタイン・キッス」                               | メンバー全員、3時のヒロイン                                      | [ 47 ]          |
| 39 | 2月14日        | バレンタインで好きな人に歌いたい曲                 | みきとP「少女レイ」                                              | 正源司陽子、藤嶌果歩                                             | [ 47 ]          |
| 40 | 2月21日        | 涙の最終回！平成卒業ソングSP                       | FLOW「贈る言葉」                                                 | 石塚瑶季、小西夏菜実、竹内希来里、平尾帆夏、宮地すみれ           | [ 48 ]          |
| 40 | 2月21日        | 涙の最終回！平成卒業ソングSP                       | スピッツ「空も飛べるはず」                                       | 清水理央、平尾帆夏、山下葉留花                                   | [ 48 ]          |
| 40 | 2月21日        | 涙の最終回！平成卒業ソングSP                       | GReeeeN「遥か」                                                  | メンバー全員、3時のヒロイン                                      | [ 48 ]          |

## 放送時間
| 放送期間                     | 放送日時                     | 放送局            | 対象地域   | 備考     |
| ---------------------------- | ---------------------------- | ----------------- | ---------- | -------- |
| 2024年5月1日 - 2025年2月21日 | 金曜 0:59 - 1:29（木曜深夜） | 日本テレビ        | 関東広域圏 | 制作局   |
| 2024年5月9日 - 同年9月26日   | 木曜 0:54 - 1:24（水曜深夜） | 中京テレビ（CTV） | 中京広域圏 | [ 注 5 ] |

## スタッフ
- 企画プロデュース：秋元康[1]
- ナレーション：今立進（エレキコミック）
- 構成：渡辺陽介、橋本圭太朗、なんぶ（#3 - 4）
- TM：今村公威（#1 - 6）、大越克人（#7 - 40）
- SW：中村哲也（#1 - 3・10 - 13・16 - 36）
- CAM：萩野高康（#1 - 3・18 - 24、SWは#4 - 9・14・15・37 - 40）、細野和貴（#4 - 6）、高橋信彦（#7 - 9・13 - 15・25 - 40）、小林沙祐里（#10 - 12・16・17）
- MIX：小境健太郎（#1 - 4・10 - 16）、宮内貞（#5 - 9・17 - 40）
- VE：佐々木謙太（#1 - 24・29 - 35）、笈川太（#25 - 28・37 - 40）、向山江梨佳（#36）
- 技術協力：NiTRO
- 照明：加藤明穂（日テレアート）
- 美術：髙野泰人（日テレアート）
- 編集：内田国俊（Eno Studio）
- 音効：温水義成（casinodrlve）
- MA：岡村奈央（casinodrlve）、古川小百合（casinodrlve）
- 衣装協力：UP-T
- カラオケ音源：DAM（第一興商）
- 振付：高田あゆみ
- 宣伝：佐野絵梨
- デスク：保坂淳子
- タイトル：熊谷千恵子
- ディレクター：中島彰人、小室貴哉（#1 - 4）、城後加奈江（#1 - 3・5 - 40）、胡桃澤圭（#4 - 40）、岩崎麻里奈（#5 - 40）、 小室麻依（#5 - 40）/ 吉末智（#1 - 6）、白旗萌朔、平石圭吾、荒巻花（#24 - 40）、各務ほの香（#24 - 40）
- 演出：佐藤正樹[1]
- プロデューサー：毛利忍、植野浩之、大脇光貴、正木明日香
- 制作：南波昌人[1]
- 企画制作：日本テレビ[1]
- 制作協力：サルベージ[1]
- 制作著作：「日向坂ミュージックパレード」製作委員会[注 6][1]

## 関連商品
| # | リリース日            | タイトル                         | 形態        | レーベル | 規格品番   | 封入特典                                                         | 収録映像        | 映像特典                                   | 脚注          |
| - | --------------------- | -------------------------------- | ----------- | -------- | ---------- | ---------------------------------------------------------------- | --------------- | ------------------------------------------ | ------------- |
| 1 | 2025年2月26日         | 日向坂ミュージックパレード       | Blu-ray BOX | vap      | VPXF-72091 | フォトブックレット 40P ひなパレオリジナルポストカード 11枚セット | 本編2枚+特典2枚 | メイキング、ロングインタビュー、未公開映像 | [ 51 ] [ 52 ] |
| 2 | 2025年8月27日（予定） | 日向坂ミュージックパレード 第2巻 | Blu-ray BOX | vap      | VPXF-72131 | フォトブックレット 40P オリジナル生写真 11枚セット               | 本編2枚+特典2枚 | メンバー座談会、未公開映像                 | [ 53 ] [ 52 ] |

## 関連イベント
- 日向坂ミュージックパレードLIVE（2024年10月5日・6日、有明アリーナ）[3]
  - MC：3時のヒロイン（10月5日・6日）[54]
  - 日向坂46メンバーおよびゲスト：4期生、髙橋未来虹（日向坂46三期生） / はなわ（5日夜）、富田鈴花（日向坂46二期生） / AMEMIYA（6日昼）、加藤史帆（日向坂46一期生） / テツandトモ（6日夜）[54]
- 日向坂ミュージックパレードLIVE -2025-（2025年2月22日・23日、武蔵野の森総合スポーツプラザ メインアリーナ）[3]
  - MC：3時のヒロイン（2月22日・23日）[5]
  - 日向坂46メンバーおよびゲスト：4期生、髙橋未来虹（日向坂46三期生） / AMEMIYA（22日夜）、富田鈴花（日向坂46二期生） / ですよ。（23日昼）、佐々木美玲（日向坂46一期生） / はなわ（23日夜）[5]